# محمد رضا المنصوري
محمد رضا المنصوري (بالفارسية: محمدرضا منصورى) هو حكم كرة القدم مساعد إيراني من مواليد 23 أبريل 1978.

## مسيرته
أصبح المنصوري حكما في الفيفا منذ عام 2012، عندما ترأس في الدوري الأعلى في إيران. كما أدار المنصوري دوري أبطال آسيا، ابتداء من عام 2012.
في سنة 2015 شارك المنصوري كحكم مساعد في كأس العالم للأندية 2015 في المباراة النهائية بين نادي أتلتيكو ريفر بلايت ونادي برشلونة. كما شارك سنة 2016 كحكم مساعد في الدوري الهندي الممتاز في النهائي الذي جمع بين كيرالا بلاسترز ونادي أتلتيكو كلكتا، وكذلك شارك في نفس السنة في المباراة النهائية التي جمعت البرازيل والدانمرك ضمن كرة القدم الأولمبية. وكان المنصوري مساعد الحكم في ست مباريات من دوري السوبر الإندونيسي 2017 في إندونيسيا ومباراتين من كأس القارات 2017 في روسيا.
كما شارك المنصوري كمساعد الحكم في 4 مباريات من كأس العالم 2018 في روسيا. ربما كانت المباراة الأكثر أهمية التي كان فيها الحكم المساعد هي مباراة المركز الثالث بين منتخب إنجلترا لكرة القدم ومنتخب بلجيكا لكرة القدم. وكان أيضا الحكم في مباراة الإياب للنهائي الذي جمع منتخبي فيتنام وماليزيا ضمن بطولة الاتحاد الآسيوي لكرة القدم 2018.
وكان المنصوري مساعد الحكم في مباراتين من كأس آسيا 2019 الذي أقيم في الإمارات العربية المتحدة. وسوف يعود كمساعد الحكم ضمن كأس العالم 2022 في قطر.

## المباريات
شارك المنصوري كحكم مساعد في مجموعة من المباريات:

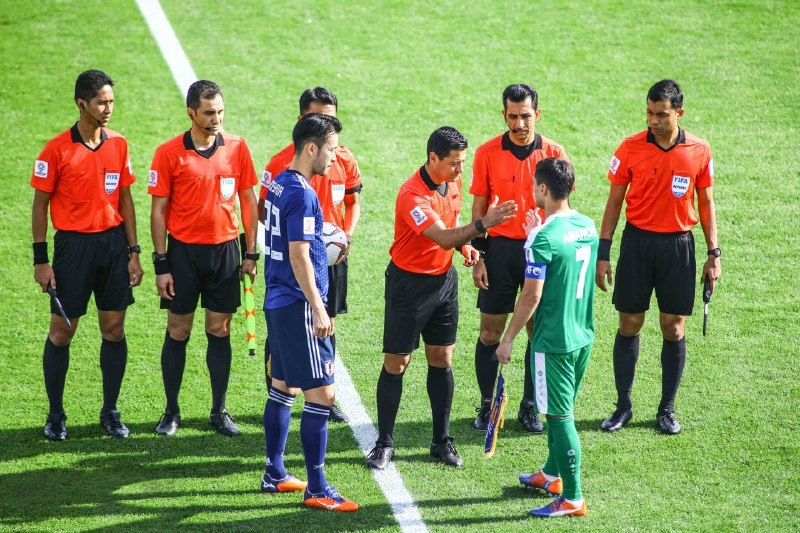
محمد رضا في لقاء اليابان في مواجهة تركمانستان ضمن النسخة 17 من كأس آسيا.

### كأس العالم 2018
شارك محمد رضا منصوري في المباريات التالية كحكم مساعد في فريق التحكيم الإيراني في مونديال روسيا 2018. حيث كان علي رضا فغاني حكماً ورضا حكماً مساعداً.
| كأس العالم 2018-روسيا | كأس العالم 2018-روسيا | كأس العالم 2018-روسيا | كأس العالم 2018-روسيا |
| التاريخ               | المباراة              | المكان                | جولة                  |
| --------------------- | --------------------- | --------------------- | --------------------- |
| 17 يونيو 2018         | ألمانيا – المكسيك     | موسكو                 | مرحلة المجموعات       |
| 27 يونيو 2018         | صربيا – البرازيل      | موسكو                 | مرحلة المجموعات       |
| 30 يونيو 2018         | فرنسا – الأرجنتين     | كازان أرينا           | دور الـ16             |
| 14 يوليو 2018         | بلجيكا – إنجلترا      | سانت بطرسبرغ          | مباراة المركز الثالث  |

### كأس أمم آسيا 2019
كما كان محمد رضا منصوري في فريق التحكيم الإيراني في كأس أمم آسيا 2019 وحكم على المباراتين التاليتين مع علي رضا فغاني.
| كأس آسيا 2019-الإمارات العربية المتحدة | كأس آسيا 2019-الإمارات العربية المتحدة | كأس آسيا 2019-الإمارات العربية المتحدة | كأس آسيا 2019-الإمارات العربية المتحدة |
| التاريخ                                | المباراة                               | المكان                                 | جولة                                   |
| -------------------------------------- | -------------------------------------- | -------------------------------------- | -------------------------------------- |
| 9 يناير 2019                           | اليابان – تركمانستان                   | أبوظبي                                 | مرحلة المجموعات                        |
| 20 يناير 2019                          | الأردن – فيتنام                        | دبي                                    | دور الـ16                              |

### كأس القارات 2017
| كأس القارات 2017-روسيا | كأس القارات 2017-روسيا | كأس القارات 2017-روسيا | كأس القارات 2017-روسيا |
| التاريخ                | المباراة               | المكان                 | جولة                   |
| ---------------------- | ---------------------- | ---------------------- | ---------------------- |
| 22 يونيو 2017          | ألمانيا – تشيلي        | كازان أرينا            | مرحلة المجموعات        |
| 27 يونيو 2017          | البرتغال – تشيلي       | كازان أرينا            | نصف النهائي            |

### الألعاب الأولمبية الصيفية 2016
| 2016 دورة الالعاب الاولمبية الصيفية-ريو دي جانيرو | 2016 دورة الالعاب الاولمبية الصيفية-ريو دي جانيرو | 2016 دورة الالعاب الاولمبية الصيفية-ريو دي جانيرو | 2016 دورة الالعاب الاولمبية الصيفية-ريو دي جانيرو |
| التاريخ                                           | المباراة                                          | المكان                                            | جولة                                              |
| ------------------------------------------------- | ------------------------------------------------- | ------------------------------------------------- | ------------------------------------------------- |
| 4 أغسطس 2016                                      | ألمانيا – المكسيك                                 | سلفادور                                           | مرحلة المجموعات                                   |
| 10 أغسطس 2016                                     | الدنمارك – البرازيل                               | سلفادور                                           | مرحلة المجموعات                                   |
| 20 أغسطس 2016                                     | ألمانيا – البرازيل                                | ريو دي جانيرو                                     | مباراة الميدالية الذهبية                          |

### كأس العالم للأندية 2015
| كأس العالم للأندية 2015 FIFA - اليابان | كأس العالم للأندية 2015 FIFA - اليابان | كأس العالم للأندية 2015 FIFA - اليابان | كأس العالم للأندية 2015 FIFA - اليابان |
| تاريخ                                  | مباراة                                 | مكان                                   | دائري                                  |
| -------------------------------------- | -------------------------------------- | -------------------------------------- | -------------------------------------- |
| 16 ديسمبر 2015                         | أمريكا - تي بي مازيمبي                 | ملعب ناغاي                             | مباراة المركز الخامس                   |
| 20 ديسمبر 2015                         | ريفر بليت - برشلونة                    | ملعب يوكوهاما الدولي                   | نهائي                                  |

### ديربي طهران
وشارك محمد رضا منصوري كحكم مساعد في 9 مباريات كبرى في ديربي طهران.
| ست مباريات كان فيها حكما مساعدا |                |                           |                                                                |
| نسخة الديربي                    | تاريخ          | نتيجة المباراة            | مجموعة التحكيم                                                 |
| رقم 90                          | 31 سبتمبر 2018 | الاستقلال 0 - برسيبوليس 1 | مود فناديفار - محمد رضا المنصوري - حسن ظاهري - سعيد النجاديان  |
| رقم 87                          | 5 أكتوبر 2018  | الاستقلال 0 - برسيبوليس 0 | علي رضا فغاني - محمد رضا منصوري - رحيم شاهين - سيد رضا مهدوي   |
| رقم 86                          | 10مارس 2017    | الاستقلال 1 - برسيبوليس 0 | علي رضا فغاني - رضا سخدان - محمد رضا منصوري - مود فناديفر      |
| رقم 84                          | 24 فبراير 2016 | الاستقلال 3 - برسيبوليس 2 | علي رضا فغاني - محمد رضا منصوري - سعيد النجاديان - اشكان صحاري |
| رقم 83                          | 26 سبتمبر 2016 | الاستقلال 0 - برسيبوليس 0 | علي رضا فغاني - رضا سكران - محمد رضا منصوري - بيجان حيدري      |
| رقم 82                          | 27 أبريل 2016  | الاستقلال 2 - برسيبوليس 4 | محسن تركي - رضا سخدان - محمد رضا منصوري - حسين زرغار           |
| رقم 71                          | 25 سبتمبر 2011 | الاستقلال 2 - برسيبوليس 0 | محسن تركي - رضا سخدان - محمد رضا منصوري - هدايت ممبيني         |